# Теорема де Брёйна — Эрдёша
Теорема де Брёйна — Эрдёша — один из важных результатов в геометрии инцидентности, устанавливает точную нижнюю оценку на число прямых, определённых {\displaystyle n} точками на проективной плоскости. 
По двойственности из этой теоремы следует ограничение на число пересечений конфигурации прямых.

## История
Установлена Николасом де Брёйном и Палом Эрдёшем в 1948 году.

## Формулировка
Пусть задан набор {\displaystyle P} из {\displaystyle n} точек на проективной плоскости, из которых не все лежат на одной прямой. 
Пусть {\displaystyle t} это число всех прямых, проходящих через пары точек из {\displaystyle P}:
Тогда {\displaystyle t\geqslant n}.
Более того, если {\displaystyle t=n}, то любые две прямые пересекаются в точке из {\displaystyle P}.

## Доказательство
Стандартное доказательство ведётся по индукции. Теорема определённо верна для трёх точек, не лежащих на одной прямой. Пусть {\displaystyle n>3}, утверждение верно для {\displaystyle n-1} и {\displaystyle P} — множество из {\displaystyle n} точек, не все из которых лежат на одной прямой. 
По теореме Сильвестра одна из этих прямых проходит ровно через две точки из {\displaystyle P}. 
Обозначим эти две точки {\displaystyle a} и {\displaystyle b}.
Если при удалении точки {\displaystyle a} все оставшиеся точки будут на одной прямой, то {\displaystyle P} образует пучок из {\displaystyle P} прямых ({\displaystyle n-1} простых прямых проходят через {\displaystyle P}, плюс одна прямая, проходящая через остальные точки). 
В противном случае удаление {\displaystyle a} образует множество {\displaystyle P} из {\displaystyle n-1} неколлинеарной точки. 
По предположению индукции через {\displaystyle P} проходят {\displaystyle n-1} прямые, что по меньшей мере на единицу меньше числа прямых, проходящих через точки множества {\displaystyle P}.